# 德玛尔·德罗赞
德瑪爾·達內爾·德羅展（英語：DeMar Darnell DeRozan，1989年8月7日—），出生於加利福尼亞州康普頓，暱稱DDR、龍王、北境之王，為現役美國NBA聯盟的職業籃球運動員，目前效力於NBA沙加緬度國王。主要位置為得分後衛並兼打小前鋒，進攻手段以中距離和各式背框單打為主，德罗赞是NBA历史上最杰出的中距离大师之一，他也是當代少有的古典後衛榮光。
德羅展在高中嶄露了優異的籃球天賦，曾連續兩年率領校隊奪得摩爾聯賽冠軍，並獲選參加麥當勞高中全明星賽。畢業後進入南加州大學就讀了一年，之後在2009年NBA選秀大會中被多倫多暴龍以首輪第九順位選中，並迅速證明自身的實力與價值，成為自文斯·卡特和克里斯·波許離隊後的新一代暴龍指標球星。2017–18赛季結束後與聖安東尼奧馬刺的科懷·雷納德互換球隊。
德羅展擁有出色的單打能力，近年來順應聯盟發展趨勢也逐漸開發出外線能力。生涯目前共四次入選NBA全明星賽，並於2016–17賽季入選NBA年度第三隊。2014年，德羅展代表美國國家男子籃球隊參加2014年世界盃籃球賽。2016年，德羅展再度代表美國隊參加2016年夏季奧林匹克運動會，並獲得了金牌。

## 高中生涯
德羅展高中就讀於康普頓高中。作為一名高一學生，德羅展當時場均已經能夠取得26.1分和8.4籃板的成績。高二時，德羅贊場均得到了22.6分和8.4籃板，而他的高中平均成績為22.3分，7.8個籃板，3.0次助攻，3.2次抄截。
高四時，德羅展場均29.2分和7.9籃板，並率領康普頓中學獲得26勝6負的紀錄，連續第二年奪得摩爾聯賽總冠軍。德羅展成功入選加州最佳陣容，並榮膺摩爾聯盟MVP。德羅贊參加了2008年麥當勞高中全明星賽，同時也被邀請參加2008年喬丹品牌菁英賽，該場比賽德羅展取得了17分。

## 大學生涯

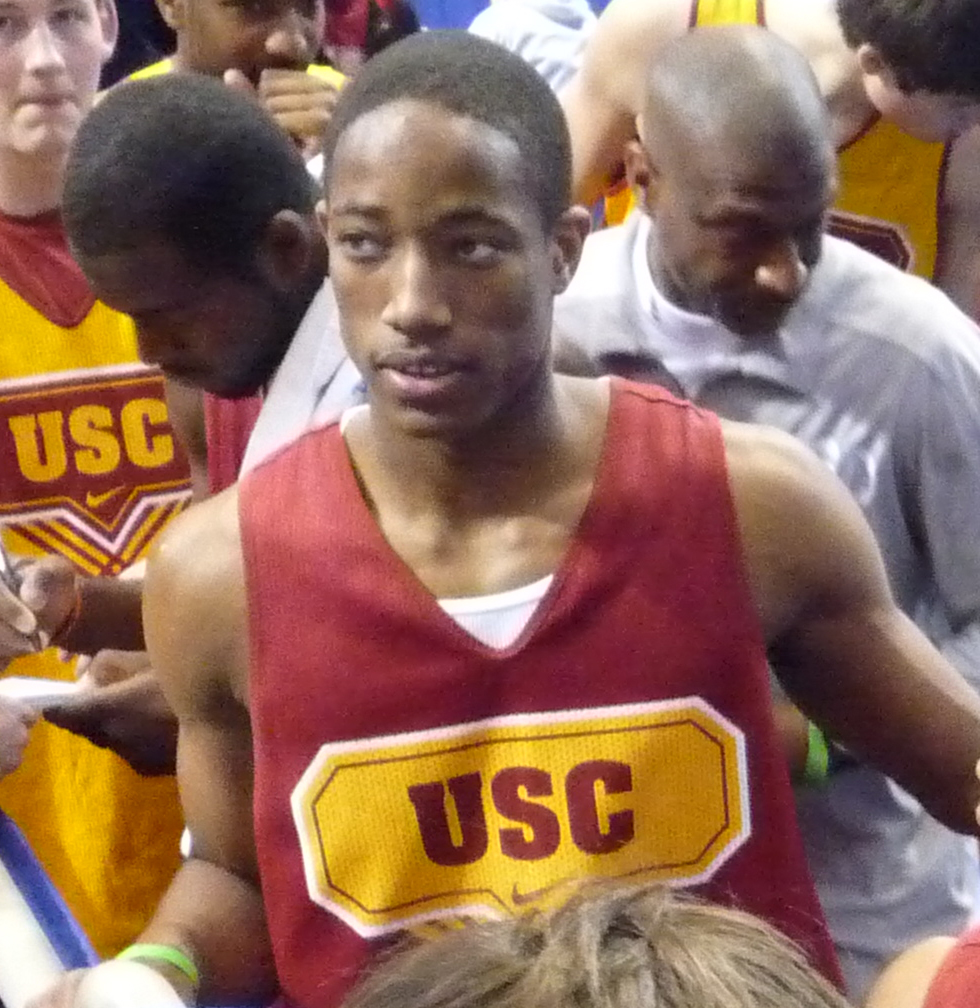
德羅展在NCAA錦標賽中

2007年11月，德羅展在亞利桑那州立大學和北卡羅來納大學教堂山分校以及南加州大學三者之間選擇就讀南加州大學，並簽署了前往南加州大學就讀的同意書。
德羅展的第一場大學比賽，在與Azusa Pacific進行的一場表演賽中獲得了21分的7個籃板，在Galen中心以85-64取得勝利。德羅展在第一次NCAA常規賽中獲得了14分，擊敗UC Irvine。在Pac-10比賽準決賽中，他獲得了21分，以及單場最高的13個籃板，擊退加州大學洛杉磯分校。在Pac-10錦標賽決賽中，16投中10得到NCAA生涯最高的22分，率隊以61-49的取得對亞利桑那州大的勝利。他在比賽中的表現讓他獲得了Pac-10 All-Freshman第一隊的榮譽，同時被命名為Pac-10 Tournament MVP。南加州大學以第10種子的順位前進2009年NCAA男子I級錦標賽，但他們在第二輪輸給了密歇根州大。
德羅展為在USC特洛伊木馬的35場比賽全都是先發，有28場得分破雙位數，另外有4場雙十的表現。他在球隊中得分排名第三（13.9分），籃板排名第二(5.7個)，助攻排名第三(1.5個)，場均命中率全隊第二（.523)。在USC的五場季後賽中平均得到19.8分。總得分485分是全校記錄第三名，而他的201個籃板是USC大一新生記錄的第四名。

### 大學統計數據
| 賽季    | 大學       | 上場次數 | 先發次數 | 上場時間 | 投篮命中率 | 三分球命中率 | 罚球命中率 | 篮板 | 助攻 | 抄截 | 阻攻 | 得分 |
| ------- | ---------- | -------- | -------- | -------- | ---------- | ------------ | ---------- | ---- | ---- | ---- | ---- | ---- |
| 2008-09 | 南加州大學 | 35       | 35       | 33.4     | 52.3       | 16.7         | 64.6       | 5.7  | 1.5  | 0.9  | 0.4  | 13.9 |
| 生涯    |            | 35       | 35       | 33.4     | 52.3       | 16.7         | 64.6       | 5.7  | 1.5  | 0.9  | 0.4  | 13.9 |

## 職業生涯

### 多倫多暴龍（2009−2018）

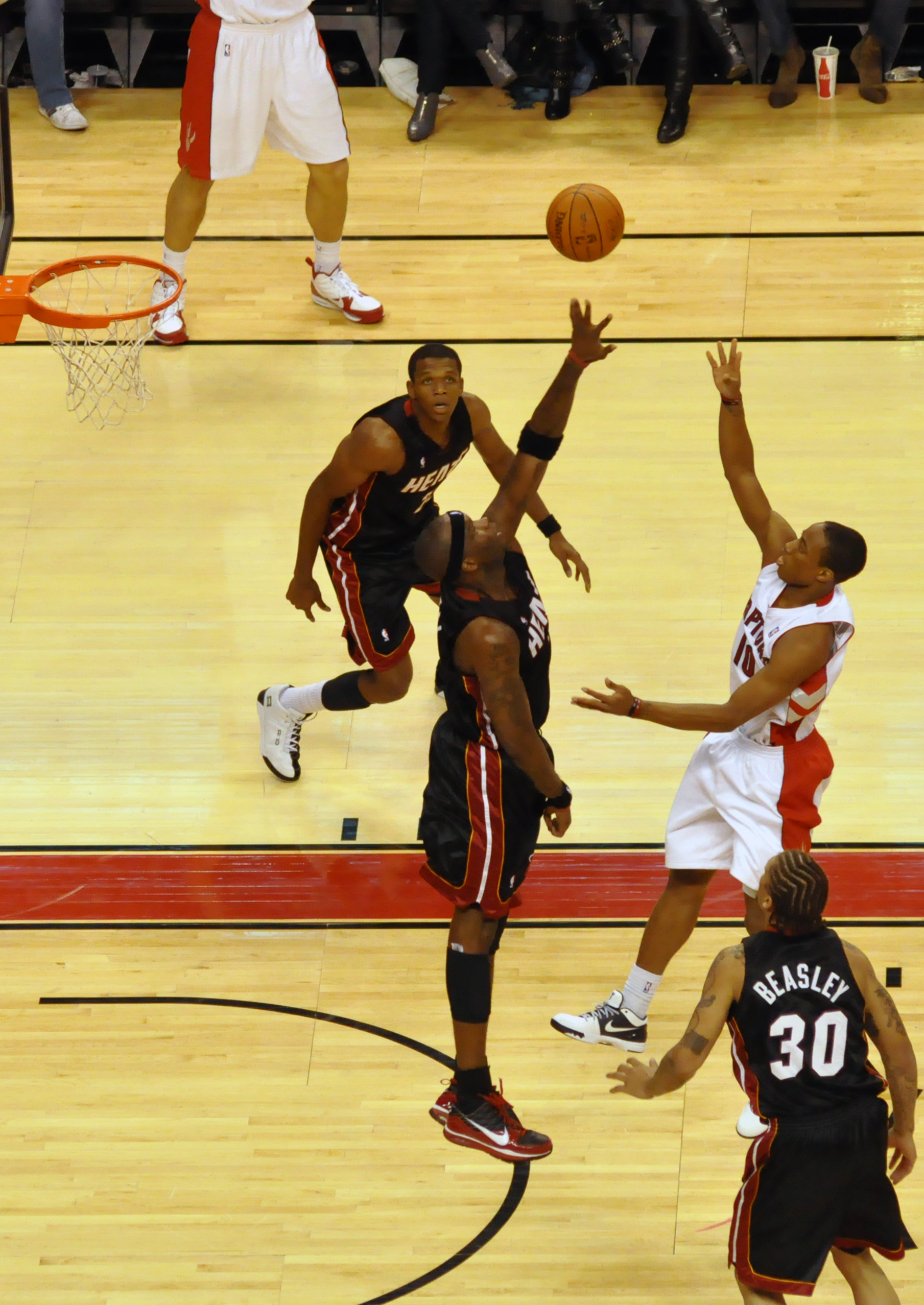
德羅展對陣邁阿密熱火（2009年）

2009年4月8日，德羅展宣佈放棄他在南加州大學最後的三年學業並決定參加2009年NBA選秀。多倫多暴龍在第一輪第9順位選擇了德羅展。
2009年7月9日，德羅展與暴龍隊簽訂合約。作為2010年NBA灌籃大賽的第四名選手，德羅展在最後一輪輸給了擁有三次灌籃大賽冠軍的奈特·羅賓森。
2011年，德羅展再度被選中參加NBA灌籃大賽，以替換受傷的布蘭登·詹寧斯。最後他得到了第三名。
2010年12月31日，德羅展在對上休士頓火箭的比賽中獲得了最高的37分。在接下來的三年裡，德罗展的表現日益進步。

#### 下一個龍王

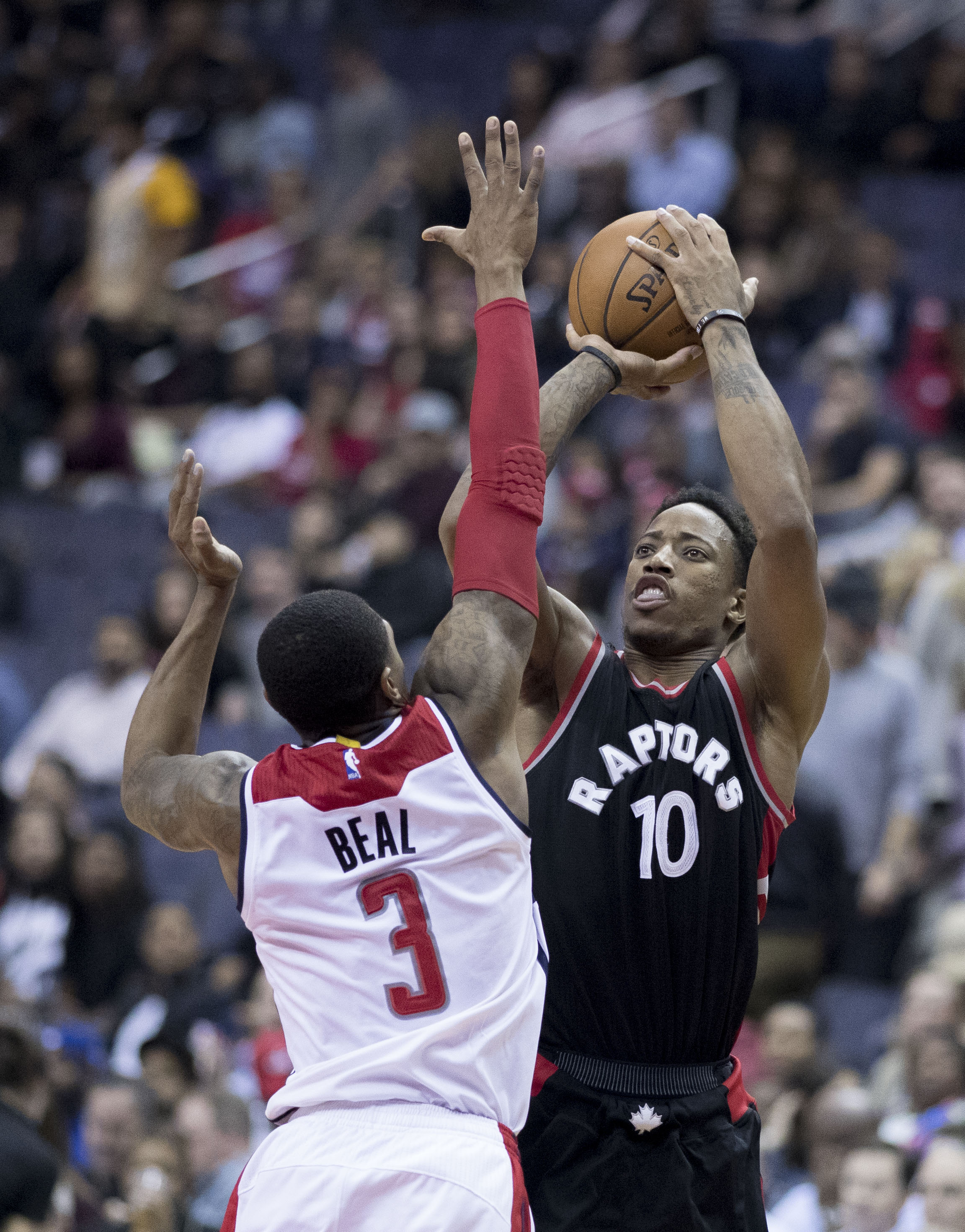
德羅展對陣華盛頓巫師（2016年）

2014年1月22日，德羅展在對上達拉斯小牛的比賽中獲得了40分，上場了22分鐘。1月30日，德羅展首次被選進NBA全明星賽，擔任東區全明星隊的替補得分後衛。德羅展上場了15分鐘總共拿下了8分、3個籃板和2次助攻。2月1日，他在對上波特蘭拓荒者的比賽中得到了職業生涯最高的12次助攻。德羅展首次率領暴龍隊進入季后賽。
2013-14賽季對德羅展來說是一個突破性的一年，多項數據達到職業生涯最高，賽季平均22.7分，4.3個籃板，4.0次助攻，三分命中率30％，罰球命中數聯盟第四名，罰球總數第七名。他率領暴龍隊以48勝34負的戰績獲得東區第三名。
德羅展的第一場季後賽在2014年4月19日面對布魯克林籃網，德羅展13投3中得到14分，暴龍輸了比賽。在第二場比賽中，德羅展一掃上一戰的陰霾，21投9中得到30分，率隊100：95取得勝利。4月25日，他再度得到30分，5個籃板和5次助攻。這場30分的比賽讓德羅展成為第一個在季後賽中連續兩場獲得30分的暴龍球員，也是在文斯·卡特之後第一個在季後賽兩場以上得到30分的暴龍隊球員。最後暴龍隊在七場系列賽中輸給了籃網隊。
德羅展在2016年11月5日攻下34分，幫助球隊在主場以96：87擊敗邁阿密熱火。這也是德羅展從2016-17球季開季以來的連續第5場單場至少攻下30分，是1986年麥可·喬丹（開季連續6場30分以上）後的最佳紀錄，也打破球隊紀錄（迈克·詹姆斯的連續4場30分以上）。
2017年12月21日，暴龍客場對上費城七六人，德羅展21投13中，15罰13中，狂轟職業生涯新高45分、5籃板、3助攻和2抄截。而向來少把三分球當作主要進攻武器的他，今天外線手感大爆發，首節就轟進四顆三分球，全場三分球9投6中，刷新生涯紀錄。
2018年1月1日，開春第一炮，對上密爾瓦基公鹿，德羅展豪取生涯又一新高，首節就攻下21分，全場29投17中，三分球9投5中，13罰全中，創下個人生涯得分新高52分，更打破前暴龍隊和效力於沙加緬度國王的文斯·卡特和前隊友泰伦斯·罗斯所保持的暴龍隊史51分紀錄，並助隊第一次延長賽以131：127拿下勝利。

### 聖安東尼奧馬刺（2018−2021）

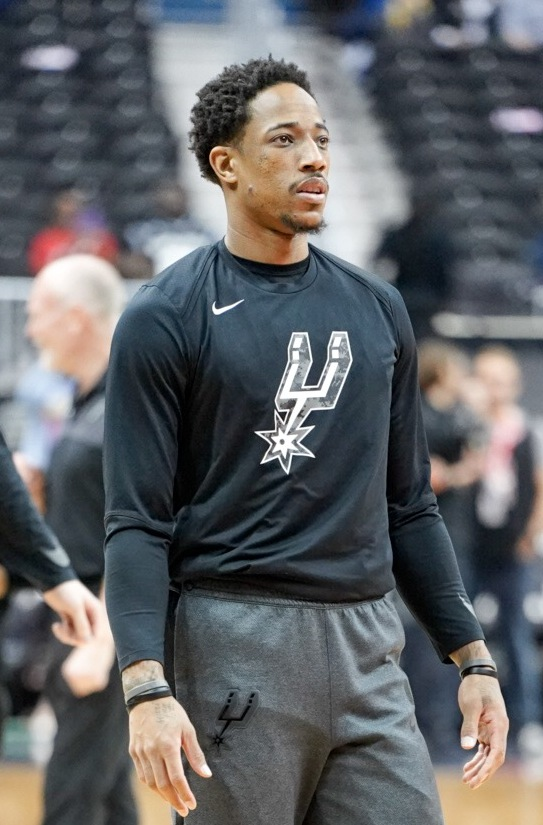
效力聖安東尼奧馬刺時期的德羅展（2019年）

2018年7月18日，德羅展與隊友雅各·伯爾特和一個受保護的2019年首輪選秀權被交易至聖安東尼奧馬刺，以換取丹尼·格林、科懷·雷納德。然而此交易引發德羅展的高度不滿，甚至有不少球員和暴龍球迷紛紛跳出來力挺他、抨擊暴龍的「背義」行為；而德羅展在近日受訪時也毫不諱言對於暴龍球團的失望，尤其是做出交易決定的暴龍總管馬賽·尤基利，已經讓雙方間的情誼完全破裂。
2020年，連續13場20分及50%命中率以上，超越迈克尔·乔丹的連續12場，為歷史第二名。

### 芝加哥公牛（2021−2024）
德羅展以三年8500萬美元先簽後換的方式加盟芝加哥公牛，馬刺則獲得撒迪厄斯·楊、艾爾-法魯克·阿米努及未來的選秀權。
2021年12月31日，德羅展在比賽最後階段射入三分球絕殺印第安納溜馬，1天後對華盛頓巫師的比賽中為公牛挺身而出，在對方兩名球員的防守下，再次射入三分球絕殺比賽，成為NBA首位連續兩日射入絕殺球的球員。

### 薩克拉門托帝王（2024−）
德羅展以三年7400萬美元先簽後換的方式加盟薩克拉門托帝王。

## 成就/榮譽

### 高中及大學
- 2次入選摩爾聯賽最佳陣容:

- 摩爾聯賽第一隊（2006－2007）

- 麥當勞高中全明星賽（2008）
- 喬丹品牌菁英賽（2008）
- 南加州州際籃球教練協會I-AA年度最佳球員（2008）
- Pac-10錦標賽冠軍（2009）
- Pac-10錦標賽最佳球員（2009）

### NBA獎項
- 2次入選NBA最佳陣容:
- NBA年度第二隊（2018、2022）
- NBA年度第三隊（2017）
- 5次入選NBA全明星賽（2014、2016－2018 、2022）
- NBA東區本月最佳球員（2015年4月、2016年1月）
- NBA東區本週最佳球員（2015年12月7日－13日、2016年11月7日－13日、2016年12月12日－18日、2017年1月9日－15日、2017年3月20日－26日）
- 奧林匹克運動會金牌（2016）
- NBA西區本週最佳球員（2020年1月6日-2020年1月11日）

## 職業生涯數據

### NBA例行賽數據統計
| 賽季     | 球隊     | GP    | GS    | MPG  | FG%  | 3P%  | FT%  | RPG | APG | SPG | BPG | PPG  |
| -------- | -------- | ----- | ----- | ---- | ---- | ---- | ---- | --- | --- | --- | --- | ---- |
| 2009–10  | TOR      | 77    | 65    | 21.6 | .498 | .250 | .763 | 2.9 | .7  | .6  | .2  | 8.6  |
| 2010–11  | TOR      | 82    | 82*   | 34.8 | .467 | .096 | .813 | 3.8 | 1.8 | 1.0 | .4  | 17.2 |
| 2011–12  | TOR      | 63    | 63    | 35.0 | .422 | .261 | .810 | 3.3 | 2.0 | .8  | .3  | 16.7 |
| 2012–13  | TOR      | 82*   | 82*   | 36.7 | .445 | .283 | .831 | 3.9 | 2.5 | .9  | .3  | 18.1 |
| 2013–14  | TOR      | 79    | 79    | 38.2 | .429 | .305 | .824 | 4.3 | 4.0 | 1.1 | .4  | 22.7 |
| 2014–15  | TOR      | 60    | 60    | 35.0 | .413 | .284 | .832 | 4.6 | 3.6 | 1.2 | .2  | 20.1 |
| 2015–16  | TOR      | 78    | 78    | 35.9 | .446 | .338 | .850 | 4.5 | 4.0 | 1.0 | .3  | 23.5 |
| 2016–17  | TOR      | 74    | 74    | 35.4 | .467 | .266 | .842 | 5.2 | 3.9 | 1.1 | .2  | 27.3 |
| 2017–18  | TOR      | 80    | 80    | 33.9 | .456 | .310 | .825 | 3.9 | 5.2 | 1.1 | .3  | 23.0 |
| 2018–19  | SAS      | 77    | 77    | 34.9 | .481 | .156 | .830 | 6.0 | 6.2 | 1.1 | .5  | 21.2 |
| 2019–20  | SAS      | 68    | 68    | 34.1 | .531 | .257 | .845 | 5.5 | 5.6 | 1.0 | .3  | 22.1 |
| 2020–21  | SAS      | 61    | 61    | 33.7 | .495 | .257 | .880 | 4.2 | 6.9 | .9  | .2  | 21.6 |
| 2021–22  | CHI      | 76    | 76    | 36.1 | .504 | .352 | .877 | 5.2 | 4.9 | .9  | .3  | 27.9 |
| 2022–23  | CHI      | 74    | 74    | 36.2 | .504 | .324 | .872 | 4.6 | 5.1 | 1.1 | .5  | 24.5 |
| 職業生涯 | 職業生涯 | 1,031 | 1,019 | 34.4 | .468 | .291 | .840 | 4.4 | 4.0 | 1.0 | .3  | 21.0 |
| 明星賽   | 明星賽   | 6     | 3     | 21.2 | .563 | .125 | .800 | 4.2 | 3.7 | .8  | .0  | 13.5 |

### NBA附加賽數據統計
| 賽季     | 球隊     | GP | GS | MPG  | FG%  | 3P%  | FT%  | RPG | APG | SPG | BPG | PPG  |
| -------- | -------- | -- | -- | ---- | ---- | ---- | ---- | --- | --- | --- | --- | ---- |
| 2021     | SAS      | 1  | 1  | 37.9 | .238 | –    | .909 | 3.0 | 3.0 | .0  | .0  | 20.0 |
| 2023     | CHI      | 2  | 2  | 39.6 | .500 | .000 | .786 | 5.5 | 6.6 | .5  | 1.0 | 24.5 |
| 職業生涯 | 職業生涯 | 3  | 3  | 39.0 | .407 | .000 | .840 | 4.7 | 5.0 | .3  | .7  | 23.0 |

### NBA季後賽數據統計
| 賽季     | 球隊     | GP | GS | MPG  | FG%  | 3P%  | FT%  | RPG | APG | SPG | BPG | PPG  |
| -------- | -------- | -- | -- | ---- | ---- | ---- | ---- | --- | --- | --- | --- | ---- |
| 2014     | TOR      | 7  | 7  | 40.3 | .385 | .333 | .899 | 4.1 | 3.6 | 1.1 | .3  | 23.9 |
| 2015     | TOR      | 4  | 4  | 39.8 | .400 | .375 | .824 | 6.3 | 5.8 | 1.5 | .0  | 20.3 |
| 2016     | TOR      | 20 | 20 | 37.3 | .394 | .154 | .813 | 4.2 | 2.7 | 1.1 | .2  | 20.9 |
| 2017     | TOR      | 10 | 10 | 37.3 | .434 | .067 | .888 | 4.9 | 3.4 | 1.4 | .0  | 22.4 |
| 2018     | TOR      | 10 | 10 | 35.4 | .437 | .286 | .811 | 3.6 | 4.0 | .5  | .6  | 22.7 |
| 2019     | SAS      | 7  | 7  | 35.9 | .487 | .000 | .864 | 6.7 | 4.6 | 1.1 | .1  | 22.0 |
| 2022     | CHI      | 5  | 5  | 40.6 | .411 | .000 | .867 | 5.4 | 4.8 | 1.8 | .4  | 20.8 |
| 職業生涯 | 職業生涯 | 63 | 63 | 37.6 | .418 | .214 | .852 | 4.7 | 3.7 | 1.1 | .2  | 21.8 |

### 職業生涯新高
| 項目 | 分數 | 對手         | 日期           |
| ---- | ---- | ------------ | -------------- |
| 得分 | 52   | 密爾瓦基公鹿 | 2018年1月1日   |
| 籃板 | 14   | 多倫多暴龍   | 2018年1月4日   |
| 助攻 | 12   | 波特蘭拓荒者 | 2014年2月1日   |
| 抄截 | 6    | 亞特蘭大老鷹 | 2014年10月29日 |
| 阻攻 | 4    | 沙加緬度國王 | 2012年12月5日  |

## 國家隊生涯
德羅展是美國國家男子籃球隊的成員，在2014年FIBA世界盃籃球賽中獲得金牌。在9場比賽中，德羅展場均4.8分，1.0個籃板和1.2次助攻。他在2016年夏季奧林匹克運動會上第二次出現在美國隊。德羅展在美國隊七場比賽中場均6.6分，1.4個籃板和0.9次助攻，幫助美國隊奪取奧運金牌。

## 憂鬱症問題
德羅展於2017–18賽季向外界承認自己其實患有輕度的憂鬱症，並曾在推特寫下「憂鬱症擊垮了我」。他向外界表示多年來都一直與焦慮和憂鬱症共處，尤其近年來除了帶領球隊的壓力外，父親身體狀況不佳及未婚妻的離去更使他病情加重。他在接受訪問時表示：「不管我們外表看起來有多麼堅不可摧，到頭來我們也只是人、有各種情緒的感受，有時你會感覺這一切很好，但是有時候卻又覺得全世界要壓垮你。」
隨著德羅展的憂鬱症病情為人所知，許多暴龍球迷為了表達對德羅展的支持和感激而聚集在一起，並且組織了一個叫做“別擔心，你有我們”的活動。同時某位麥克馬斯特大學心理學系的學生在Reddit論壇上收集一些表達對德羅展的感激，隨即迅速得到了其他球迷的回應，於是他們決定做一本書，寫滿球迷想對德羅展說的話。他們收到的信源源不斷。
繼德羅展公布了自己的病情後，克里夫蘭騎士球員凱文·洛夫也在《球員論壇報》上撰文，透露他曾經在2017年11月5日對上亞特蘭大老鷹時，遭逢恐慌發作（panic attack）的情形，並表示希望聯盟能夠重視球員在心理上的問題。

## 個人生活
德羅展是法蘭克（Frank DeRozan）和黛安·德羅展（Diane DeRozan）的兒子。德羅展與前未婚妻綺拉·莫里森（Kiara Morrison）育有兩個女兒，分別是Diar DeRozan和Mari DeRozan。